# Dolichopus stackelbergi
Dolichopus stackelbergi är en tvåvingeart som beskrevs av Smirnov 1948. Dolichopus stackelbergi ingår i släktet Dolichopus och familjen styltflugor. Inga underarter finns listade i Catalogue of Life.